# Carros
Carros – miejscowość i gmina we Francji, w regionie Prowansja-Alpy-Lazurowe Wybrzeże, w departamencie Alpy Nadmorskie.
Według danych na rok 1990 gminę zamieszkiwało 10 747 osób, a gęstość zaludnienia wynosiła 711 osób/km² (wśród 963 gmin regionu Prowansja-Alpy-W. Lazurowe Carros plasuje się na 65. miejscu pod względem liczby ludności, natomiast pod względem powierzchni na miejscu 590.).
Miasto partnerskie Grodziska Mazowieckiego. 